# Radioactief afval
Het Internationaal Atoomenergieagentschap definieert radioactief afval, nucleair afval of kernafval als afval dat radioactieve isotopen bevat of daarmee gecontamineerd is en waarvoor geen praktische toepassingen bekend zijn. In de praktijk stellen overheden vast wanneer afval voor de wet geldt als radioactief afval, met bijbehorend beleid voor de verwerking hiervan. Afhankelijk van de mate van radioactiviteit is dit afval gevaarlijk voor de volksgezondheid en het milieu als het in het milieu terecht komt, gedurende korte of langere tijd (tot wel honderdduizenden jaren), afhankelijk van de halveringstijd.

## Herkomst
Radioactief afval kan bij uiteenlopende activiteiten ontstaan, waaronder de productie van kernenergie en/of -wapens, uitvoering van onderzoek, medische toepassingen, industriële processen en landbouwactiviteiten. Dit afval varieert in mate en duur van radioactiviteit en daarmee in potentiële schadelijkheid en vereiste omgang (zie: Classificatie).
Kernreactoren en in veel mindere mate ziekenhuizen zijn belangrijke bronnen van radioactief afval met een hogere mate van radioactiviteit. Verbruikte splijtstof, eventueel na opwerking, bevat radioactief uranium, plutonium, cesium en tal van andere isotopen waarvoor nog geen toepassingen zijn. Bij de ontmanteling van een kerncentrale komen bouwmaterialen, pijpleidingen, enz., vrij die in verschillende mate radioactief zijn. In de levenscyclus van een kerncentrale komt bij de ontmanteling in volume het meeste radioactieve afval vrij, maar het tijdens de energieproductie vrijkomende afval omvat een hogere totale radioactiviteit (in becquerel).
De nucleaire geneeskunde, radiotherapie en brachytherapie die worden toegepast in ziekenhuizen leveren een breed scala aan radioactief afval. Tal van industrietakken, zoals de olie-industrie, en bepaalde onderzoekscentra produceren eveneens radioactief afval. Bij de ontwikkeling van kernwapens komt naast herbruikbare splijtstof ook radioactief materiaal vrij waar niets mee gedaan kan worden. Ook bij de winning en verwerking van nucleaire brandstof ontstaat radioactief afval. Ten slotte levert de radioactief afval verwerkende industrie zelf ook radioactief afval.
Het afval kan van heel verschillende aard zijn: vaste stoffen zoals gebruikte splijtstofstaven, filters, gereedschappen, verontreinigde grond en kleding, maar ook vloeistoffen zoals koelwater of oplosmiddel die radioactieve stoffen bevatten. In principe wordt elke vorm van afval dat radioactief besmet is, gerekend tot radioactief afval. Gebruikte brandstofstaven zijn alleen kernafval als ze niet worden gerecycled. Gebruikte brandstofstaven die wachten op eindberging zijn pas afval op het moment dat ze in de eindberging zijn ondergebracht. Tot dat moment zijn het nog gebruikte brandstofstaven die later alsnog gerecycled zouden kunnen worden.

### Herkomst in Nederland
In Nederland wordt jaarlijks ongeveer 40.000 m³ radioactief afval geproduceerd. Het overgrote deel (97%) bestaat uit NORM (Naturally Occuring Radioactive Material)-afval, dat bijvoorbeeld ontstaat wanneer radioactieve stoffen die van nature in bepaalde ertsen (zoals fosfaat) voorkomen, door industriële processen geconcentreerd raken in afval. Daarnaast bestaat 1.100 m³ (2,75%) uit laag- en middelradioactief afval en 4,5 m³ (0,01%) uit hoogradioactief afval. Van dit hoogradioactief afval is 70% afkomstig van kerncentrales en 30% van onderzoeksreactoren en medische isotopenproductie. Voor het laag- en middelradioactief afval zijn de grootste bronnen uraniumverrijking (23%), de splijtstofcyclus (18%) en de productie van medicamenten (16%).

## Classificatie
Om te bepalen op welke wijze radioactief afval opgeslagen en verwerkt moet worden, zijn door overheden en organisaties classificatieschema's opgesteld waarmee radioactief afval wordt ingedeeld in categorieën op basis van oorsprong, halveringstijd en activiteit. Ter advies en ter stimulatie van standaardisatie heeft het Internationaal Atoomenergieagentschap (IAEA) een internationaal classificatieschema opgesteld, waarop veel nationale schema's zijn gebaseerd. De recentste versie uit 2009 beschrijft de volgende categorieën:
- Vrijgesteld afval (EW / Exempt waste); afval met een stralingsdosis van minder dan 0,01 mSv per jaar en waarvoor geen beschermende maatregelen vereist zijn.
- Zeer kortlevend afval (VSLW / Very short-lived waste); afval waarvan het gedeelte radionucliden dat boven de vrijgestelde radioactiviteit valt een halfwaardetijd heeft van minder dan 100 dagen. Dit afval wordt opgeslagen totdat het als vrijgesteld afval verwerkt kan worden.
- Zeer laagactief afval (VLLW / Very low level waste); afval met een radioactiviteit net boven de vrijgestelde waarden, waarvoor (bijna) bovengrondse opslag met een lage mate van beschermingsmaatregelen voldoende wordt geacht.
- Laagactief afval (LLW / Low level waste); afval waarvoor aanvullende beschermingsmaatregelen (waaronder afscherming) nodig zijn en dat een kleine hoeveelheid radionucliden met een lange halfwaardetijd kan bevatten. Afhankelijk van de exacte eigenschappen is bovengrondse opslag of opslag tot 30 meter onder de grond noodzakelijk, met een maximale duur van een paar honderd jaar. Voorheen werd een maximale contactdosis van 2 mSv/uur als grenswaarde gesteld voor deze categorie, maar in de laatste revisie is deze absolute waarde vervangen door de mate van benodigde (veiligheids)maatregelen. In bepaalde Amerikaanse staten wordt voor deze categorie een limiet van gemiddeld 400 Bq/g aan alfastraling door de langlevende radionucliden gehanteerd, voor beta- en gammastraling ligt deze limiet vele malen lager.
- Middelactief afval (ILW / Intermediate level waste); afval dat een dusdanige hoeveelheid radionucliden met een lange halfwaardetijd bevat, dat ondergrondse opslag van enkele tientallen tot honderden meters noodzakelijk is om langdurige isolatie van de buitenwereld te bewerkstelligen. Dit afval genereert geen of minimale hoeveelheden warmte, zodat hier vrijwel geen warmteafvoer voor nodig is. Er zijn geen absolute grenswaarden in radioactiviteit gedefinieerd tussen laag- en middelactief afval, indeling is afhankelijk van de door de verantwoordelijke instellingen bepaalde benodigde veiligheidsmaatregelen.
- Hoogactief afval (HLW / High level waste); afval met een zodanig hoge radioactiviteit (meestal tussen 10.000 en 1.000.000 TBq/m³) dat er significante hoeveelheden warmte vrijkomen en/of afval dat een relatief groot gehalte langlevende radionucliden heeft. Opslag in geologisch stabiele aardlagen op honderden meters onder de grond wordt in de meeste gevallen aangewezen als beste (eind)verwerking, omdat afname van de radioactiviteit tot veilig geachte niveaus honderdduizenden jaren kan duren. In de meeste landen met hoogactief afval, waaronder Nederland, wordt een geschikte eindoplossing nog onderzocht.

Daarnaast zijn er tal van andere classificaties die van land tot land verschillen. In Nederland wordt gewerkt met vier categorieën: 1. vrijgesteld afval, 2. kortlevend radioactief afval, 3. laag- en middelradioactief afval (inclusief NORM-afval) en 4. hoogradioactief afval. Deze categorieën komen grofweg overeen met die van het IAEA, waarbij 3 en 4 ongeveer overeenkomen met respectievelijk VLLW/LLW en ILW/HLW uit de classificatie door het Internationaal Atoomenergieagentschap.
Een algemene vuistregel om de benodigde duur van de opslag te bepalen bij radioactief afval uit de VSLW-categorie (kortlevend radioactief afval), is om de halveringstijd van de voornaamste radionuclide met 10 te vermenigvuldigen. Gedurende deze tijd neemt de radioactiviteit af met een factor 1000. Bij andere categorieën met langere halfwaardetijden worden andere methoden gebruikt om de duur per type opslag te bepalen. Bij afval met hoge aantallen langlevende radionucliden kan de benodigde eindopslag oplopen tot honderdduizenden jaren. Radioactief afval bevat ook vaak zware metalen, zoals kwik en cadmium, die toxisch zijn en altijd veilig opgeslagen dienen te worden.

## Hoeveelheid
Het Internationaal Atoomenergieagentschap, de Europese Commissie en het Nucleaire Energieagentschap houden gezamenlijk cijfers bij over de wereldwijde productie en opslag van radioactief afval vanaf 1954. Volgens deze cijfers waren er tot en met 2016 wereldwijd bijna 38 miljoen m³ vaste radioactieve afvalstoffen geproduceerd. Hiervan was meer dan 80% als reeds (definitief) afgevoerd aangemerkt en de rest bevond zich in tijdelijke opslag. Radioactief afval met de hoogste radioactiviteit en/of met de langste halfwaardetijd (HLW) vormt het kleinste deel van de vaste radioactieve afvalstoffen wereldwijd (ca. 0,08% van totaal vrijgekomen en 0,41% van totaal opgeslagen), maar is nog niet voorzien van een definitieve afvoer.
| Afvalcategorie (IAEA, GSG-1) | Hoeveelheid (m³) | Hoeveelheid (m³) | Hoeveelheid (m³) |
| ---------------------------- | ---------------- | ---------------- | ---------------- |
| Afvalcategorie (IAEA, GSG-1) | Opgeslagen       | Afgevoerd        | Totaal           |
| Zeer laagactief (VLLW)       | 2.918.000        | 11.842.000       | 14.760.000       |
| Laagactief (LLW)             | 1.471.000        | 18.499.000       | 19.970.000       |
| Middelactief (ILW)           | 2.740.000        | 133.000          | 2.873.000        |
| Hoogactief (HLW)             | 29.000           | 0                | 29.000           |
| Totaal                       | 7.158.000        | 30.474.000       | 37.632.000       |

Daarnaast is tussen 1954 en 2016 circa 62 miljoen m³ vloeibaar radioactief afval geproduceerd, waarvan het grootste deel bij militaire activiteiten.

### Hoeveelheid in Europa
In Europa zijn tot en met 2016 bijna 3,5 miljoen m³ vaste radioactieve afvalstoffen geproduceerd (9,21% van de wereldwijde productie). Hiervan was in 2016 71,6% als reeds verwerkt aangemerkt. Van het tijdelijk opgeslagen deel bevindt zich 99% in landen met een nucleair energieprogramma.

### Hoeveelheid in Nederland
Van de jaarlijks geproduceerde 40.000 m³ radioactief afval in Nederland wordt ongeveer 3% afgevoerd naar COVRA voor tijdelijke opslag. In 2013 lag er 31.195 m³ radioactief afval opgeslagen bij COVRA, waarvan 57,4% NORM-afval, 42,4% laag- en middelradioactief afval en 0,3% hoogradioactief afval.

## Oplossing afvalprobleem
In het verleden heeft men licht radioactief afval - zoals radioactief vervuilde laboratoriumapparaten en persoonlijke beschermingsmiddelen - gedumpt op zee; vanwege internationale regels mag dit niet meer. Hoogradioactief afval uit gebruikte brandstofstaven is nooit gedumpt op zee. Gebruikte brandstofstaven worden in sommige landen opgewerkt om zo veel mogelijk bruikbare stoffen eruit te halen en te hergebruiken. Wat dan resteert is het eigenlijke afval, en dat wordt tijdelijk opgeslagen totdat er een permanente opslag is. Alle soorten afval dusdanig bewerken en verwerken dat het niet radioactief meer is, is met de huidige stand van de techniek niet mogelijk. Daarom wordt voor radioactief afval onderzocht of dit ondergronds kan worden opgeslagen in zogenaamde "permanente eindberging" vanwaaruit het op lange duur hooguit langzaam en zonder significante gevolgen voor de biosfeer zou kunnen ontsnappen; zie Eindopslag radioactief afval.
In 2003 is in het Verenigd Koninkrijk (dat in 2001 al met 10.000 ton radioactief afval in zijn maag zat) een comité opgericht dat op zoek moest gaan naar andere mogelijkheden. Daaruit zijn enkele ideeën naar voren gekomen:
- De ruimte inschieten naar de zon of buiten het zonnestelsel. Het risico daarbij is dat tijdens de lancering problemen kunnen optreden; een explosie hoog in de aardatmosfeer zou een wereldwijde ramp opleveren.
- Verplaatsen, tussen tektonische platen door, naar de mantel van de aarde. Met de huidige stand van de techniek is dat onmogelijk.
- Opslaan op Antarctica. Afgezien van het Antarctisch Verdrag dat dat onmogelijk maakt, is de grond daar niet stabiel genoeg en toekomstige klimaatveranderingen kunnen er toe leiden dat het afval alsnog in zee terechtkomt.
- Opslaan of dumpen op de bodem van de oceaan. In het verleden is dat gedaan met lichtradioactief afval, maar dat is nu door internationale verdragen verboden vanwege de risico's op lekkage.
- Verdunnen en dumpen in zee. Op kleine schaal gebeurt dat al, maar op grote schaal is dat niet mogelijk zonder dodelijke gevolgen voor het leven in, op en aan zee.

### Afvaldumping

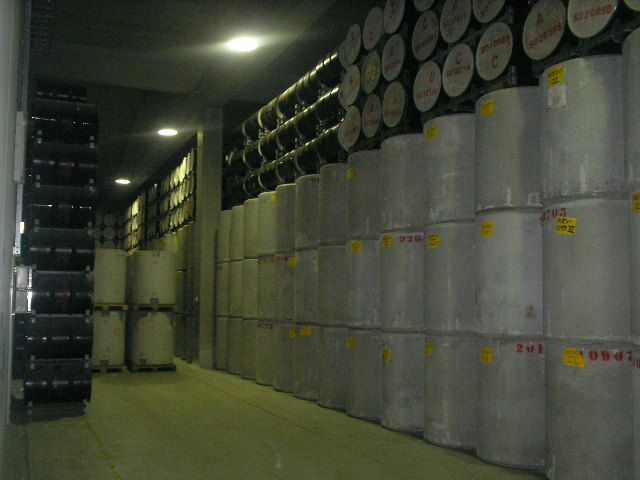
Opslag van radioactief afval in COVRA

Tussen 1946 en 1982 hebben de Verenigde Staten en verschillende Europese landen, waaronder Nederland en België, radioactief afval gedumpt in de Grote en Atlantische Oceaan. Het radioactieve afval werd meestal verpakt in vaten gevuld met beton, zodat het afval de zeebodem intact zou bereiken. Op een dump-site ongeveer 800 kilometer ten zuidwesten van Land's End (zuidwest Engeland) is tussen 1971 en 1982 74.525 ton afval (verpakt in vaten) gedumpt dat in totaal 47,5 petabecquerel radioactiviteit bevatte. Meer dan 90% van de radioactiviteit in het afval kwam uit het Verenigd Koninkrijk, daarnaast was afval aanwezig uit Nederland, België en Zwitserland. In 1995 bleken diverse van deze vaten te lekken en het water, sediment en zeeleven te verontreinigen. De Sovjet-Unie heeft tussen 1959 en 1990 ook veel radioactief materiaal gedumpt op het eiland Nova Zembla, in de Karazee en ook in de Japanse Zee voor de haven van Vladivostok. Het radioactief materiaal was verpakt in containers, maar ook reactoren van ijsbrekers en onderzeeboten zijn gedumpt. In de Noordelijke IJszee liggen minstens 16 reactoren waarvan zes met brandstofstaven. In het Verre Oosten zijn de Japanse Zee en Kamtsjatka gebruikt als stortplaats, maar dit waren kleinere hoeveelheden en minder radioactief materiaal in vergelijking tot Noord-Rusland.
Met het Verdrag van Londen werd in 1975 het in zee storten van hoogactief afval verboden. Op het storten van laagactief afval kwam in 1983 een internationaal moratorium. Uiteindelijk is er op 20 februari 1994 een wereldwijd verbod gekomen op het dumpen van radioactief materiaal in zee.

### Tussentijdse opslag
Laagradioactief afval met hoofdzakelijk kortlevende isotopen wordt bovengronds in tonnen opgeslagen, meestal in grote hallen. Na verloop van tijd, afhankelijk van het soort afval kan dit tientallen of honderden jaren zijn, is de activiteit van dat afval dusdanig afgenomen dat het geen gevaar oplevert. Hoogradioactief afval wordt veelal eerst voor enkele jaren opgeslagen in tijdelijke depots om af te koelen en de meeste activiteit kwijt te raken. Daarna wordt het voorbereid op een permanente stalling in een eindopslag.

### Eindopslag
Met eindopslag wordt het ondergronds opslaan van radioactief afval bedoeld met als doel het uit de atmosfeer en biosfeer houden van radioactieve isotopen. Hoewel het op het eerste gezicht vrij eenvoudig lijkt om hoogradioactief afval voor zeer lange tijd onder de grond op te bergen, zitten er nogal wat haken en ogen aan. Enerzijds moet het afval bereikbaar blijven voor als er in de toekomst betere manieren worden ontwikkeld voor opslag en verwerking. Anderzijds moet het volledig geïsoleerd zijn van de biosfeer, bestand zijn tegen klimaatveranderingen en buiten handen van terroristen blijven. In 1978 verscheen een rapport waarin de verwachting werd uitgesproken dat het afval van de VS veilig kon worden begraven in met name zoutmijnen. In Nederland bestaat daar nu twijfel over; zie Eindopslag radioactief afval.

### Partitie en transmutatie
Een experimentele techniek om de hoeveelheid langlevende isotopen in kernafval terug te brengen, is het 'transmuteren' van deze isotopen door ze met bepaalde deeltjes te beschieten of te bestralen. De isotopen worden dan eerst afgescheiden van de gebruikte kernbrandstof en vervolgens, door ze bijvoorbeeld opnieuw in een kernreactor te hangen, omgezet in andere, minder lang levende isotopen. De techniek is echter voorlopig nog niet grootschalig toepasbaar en biedt ook geen oplossing voor hoogradioactief afval dat inmiddels al verglaasd is voor langdurige opslag.